# Michel d'Esne
Michel d'Esne (né en 1540 à Tournai ou Cambrai mort le 1er octobre 1614) est un ecclésiastique qui fut évêque de Tournai de 1597 à 1614.

## Biographie
Il est le fils du seigneur de Betencourt et de Servin-Villers et de Bonne de Lalaing. Il étudie au collège de Houdain à Mons, en humanités.
À 15 ans, il est reçu page à la cours de Philippe II. Pendant 6 ans, il sert l'armée royale espagnole en Espagne et en Flandres durant les conflits civils. Sa carrière militaire prend fin lorsque le duc d'Alençon, François de France, prend le contrôle de Cambrai.
Michel d'Esne est ordonné prêtre en 1589, il vit alors à Douai. C'est le moment où il rédige la plupart de ses traductions.
Philippe II, étant donnée la fidélité de Michel d'Esne à son encontre, le met sur le siège épiscopal de Tournai. Cette nomination est confirmée par Clément VIII le 29 novembre 1597.
Il est le premier évêque de Tournai à porter un habit violet, celui-ci étant noir jusque là.
Durant son épiscopat, il fut un fervent défenseur de la Réforme Catholique. Très imprégné de spiritualité jésuite, dont il traduit beaucoup d'auteurs, en particulier Pedro de Ribadeneyra, il promeut l'implantation des jésuites (et également des capucins) dans son diocèse.
Lors du synode diocésain qu'il organise en 1600, il insiste sur l'importance de la confirmation, nécessaire pour devenir parrain/marraine ou entrer dans les Ordres.

## Œuvres.
- Ribadeneyra P., La vie du pere François de Borja, qui fut duc de Grandia, et depuis religieux et troisiesme general de la Compagnie de Jesus, traduit de l'espagnol par Michel d'Esne, Douai, Balthazar Bellère, 1603.
- Fróis L., Lettre du Japon des annees 1591 et 1592, traduit en français par Michel d'Esne, Douai, Jean Bogard, 1595.
- d'Esne M., Les XV mystères du rosaire de la sacree vierge Marie, desquels les cinq premiers sont pleins de joye, les seconds de douleur, les troisiesmes de gloires, Anvers, Christophe Plantin, 1588.
- Saint Bonaventure, L'esguillon d'amour divin, traduit en français par Blaise de Vigenère et Michel d'Esne, Douai, Balthazar Bellère, 1595.
- d'Esne M., La Vie de la tres-saincte et vrayment admirable vierge Lydwine, Douai, Balthazar Bellère, 1608.
- d'Esne M., Sommaire discours de la vie, et miracles de saincte Françoise Romaine, ou de Pontiani, Douai, Balthazar Bellère, 1608.
- Ribadeneyra P., La vie du pere m. Jacques Laynez, lequel a esté l'un des premiers compagnons du P. maistre Ignace de Loyola, et l'ayda à fonder la Compagnie de Jesus, traduit en français par Michel d'Esne, Douai, Balthazar Bellère, 1597.
- Maffei G. P., Les trois livres de la vie, Douai, Jean Bogard, 1594.
- d'Esne M., Aucunes considérations touchant la vénération de saincts ditribuees en sept ordres, ou bandes, selon les septs jours de la sepmaine, Douai, Balthazar Bellère, 1608.